# August Auinger

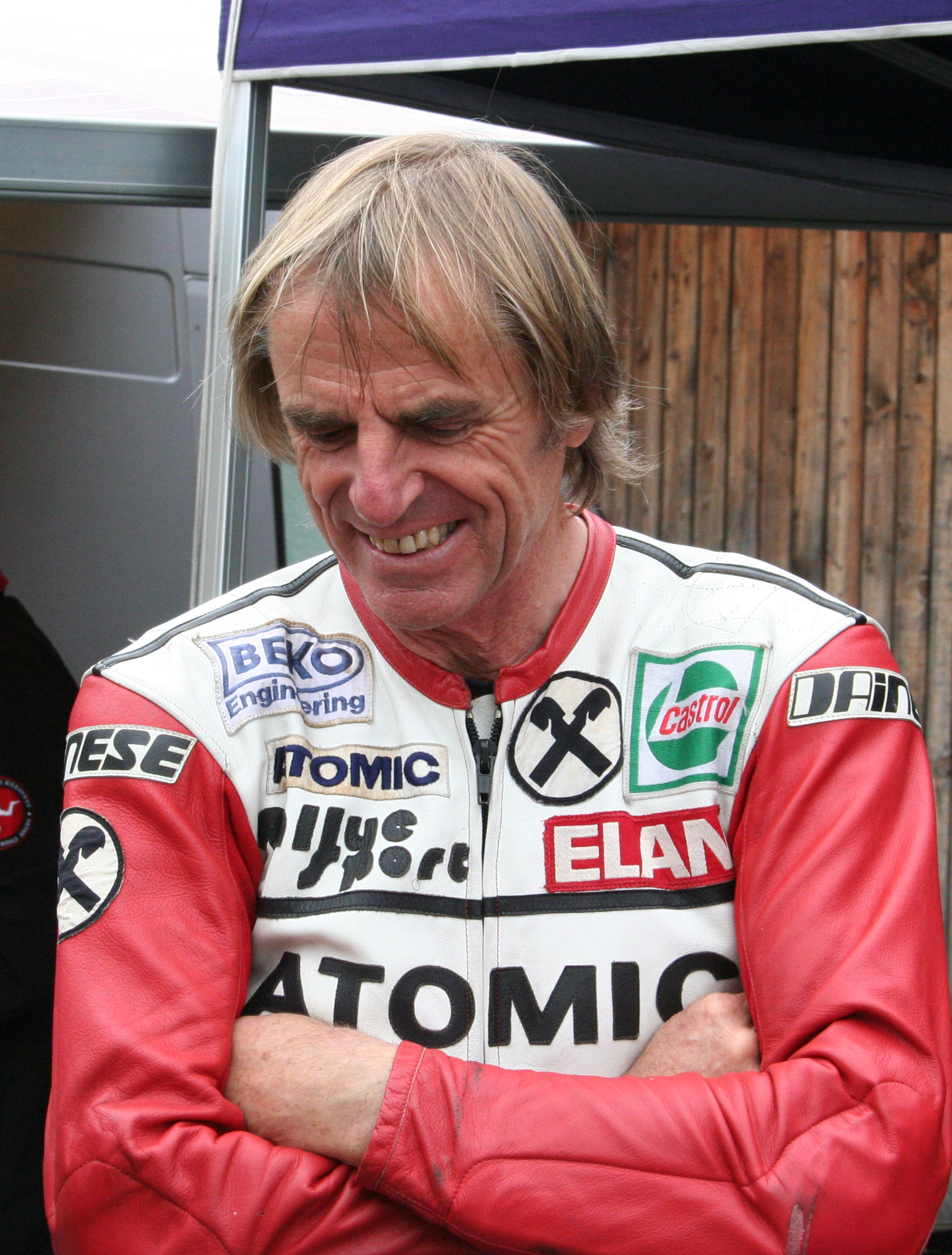
August „Gustl“ Auinger (2016)

August „Gustl“ Auinger (* 3. Mai 1955 in Lambach) ist ein ehemaliger österreichischer Motorradrennfahrer.
Zwischen 1985 und 1986 gewann er insgesamt fünf Weltmeisterschaftsläufe in der 125-cm³-Klasse. Zurzeit betreut er den Red Bull MotoGP Rookies Cup.
Sein Sohn Bernhard Auinger (* 1982) ist Automobilrennfahrer.

## Sportliche Laufbahn

### Erste Erfolge
Im Jahr 1974 erreichte „Gustl“ Auinger bei seinem ersten Antreten bei einem Bergrennen in Bad Mühllacken den dritten Platz. Kurz zuvor hatte er seine straßenzugelassene Yamaha verkauft und so seine erste 125-cm³-Rennmaschine von Maico finanziert. Unterstützt hatte ihn von Beginn an sein vier Jahre älterer Bruder Ernst, der ihm als Mechaniker zur Seite stand. Bei Rundstreckenrennen war er mit seinem Motorrad zwar technisch unterlegen, bei den kürzeren Bergrennen jedoch konnte er seine Fahrtechnik voll ausspielen. Der von den Konkurrenten ihm verliehene Spitzname Geist zeugt von seiner respektlosen Herangehensweise und seinem Fahrstil. Noch im selben Jahr wiederholte Auinger im Rennen auf das Alpl den dritten Platz. Danach gelang ihm am Dobratsch der erste Sieg. Für 1975 kaufte sich Auinger ein moderneres Motorrad von Maico, konnte jedoch wegen der Pannenanfälligkeit seines neuen Arbeitsgerätes und eines schweren Trainingssturzes, bei dem er sich einen Trümmerbruch im Sprunggelenk zuzog, nicht an die Erfolge des Vorjahres anschließen. Nach Modifizierungen im Winter 1975/76 konnte Auinger seine Leistungen im Folgejahr wiederholen und auf Rundkursen sich unter die ersten zehn platzieren.

### Grand-Prix-Rennen
1977 wechselte Auinger auf eine Maschine von Morbidelli, die er mit Hilfe seiner Familie finanzierte. Damit waren die Voraussetzungen für die Teilnahme an Grand-Prix-Rennen um die Motorrad-Weltmeisterschaft gegeben, das neue Motorrad musste allerdings über ein Jahr getunt und von seinem Fahrer verstanden werden. So wie Auinger bei seinem ersten Renneinsatz mit einem Spitzenplatz überraschte, konnte er bei seinem ersten Grand Prix, dem Großen Preis von Belgien in Spa-Francorchamps 1978 mit dem vierten Platz mitten in die Weltklasse fahren. In den Folgejahren konnte Auinger vor allem bei Regenrennen überzeugen, den vierten Platz jedoch nicht verbessern. Zur Saison 1981 übernahm Harald Bartol, nachdem dieser seine Karriere beendet hatte, das Tuning von Auingers Motorrad. Damit war ein weiterer Schritt in Richtung Professionalisierung getan. Gleichzeitig trat er für Bartol auch in der höheren 250-cm³-Klasse an. 1982 folgte dann der erste Podiumsplatz bei einem Weltmeisterschaftslauf. Auinger wurde im 125-cm³-Lauf bei seinem Heimrennen am Salzburgring hinter dem 13-fachen Weltmeister Ángel Nieto aus Spanien Zweiter. Im selben Jahr konnte er die Platzierung mit dem dritten Platz beim Großen Preis von Schweden in Anderstorp und dem zweiten Rang beim Finnland-Grand-Prix in Imatra bestätigen. In den folgenden zwei Jahren stabilisierte Auinger seine Leistungen in der Achtelliterklasse, ohne jedoch den ganz großen Erfolg zu schaffen. Die erste Pole-Position gelang Auinger 1984 bei der Dutch TT in Assen, im Rennen landete er hinter Nieto auf Platz zwei.

### Höhepunkte
Der erste Grand-Prix-Sieg gelang August Auinger 1985 beim Großen Preis von Deutschland in Hockenheim. Danach folgten im britischen Silverstone und in Anderstorp zwei weitere Triumphe. Alle drei Siege konnte Auinger im Regen erzielen. In der Gesamtwertung jenes Jahres schloss Auinger hinter den Italienern Fausto Gresini und Pier Paolo Bianchi mit dem dritten Platz ab. Den größten Triumph seiner Karriere feierte Auinger 1986. Nachdem er den 125er-Sieg in Silverstone wiederholen konnte, setzte er sich in der Hochburg der damals dominierenden Italiener beim Großen Preis von San Marino in Misano durch und bezwang alle italienischen Werksteams. Bei seinem Heimrennen am Salzburgring schied er in Führung liegend aus. Im Folgejahr 1987 waren zum letzten Mal Zweizylindermotoren in der 125-cm³-Klasse erlaubt. Somit war dies auch das letzte Jahr für Auinger in dieser Klasse, da er aufgrund seiner Größe und seines Gewichtes mit den leistungsschwächeren und ab 1988 vorgeschriebenen Einzylindern keine Chance gehabt hätte. Er verabschiedete sich mit einigen Podestplätzen, unter anderem auch in Misano, den er nach nur fünfwöchiger Rehabilitation nach einem schweren Sturz am Salzburgring erreichte. Seine Karriere ließ August Auinger in der 250-cm³-Klasse bis 1989 ausklingen, in der er jedoch aufgrund des höheren finanziellen Anspruches als Privatfahrer keine Chance hatte, seine früheren Erfolge zu wiederholen.

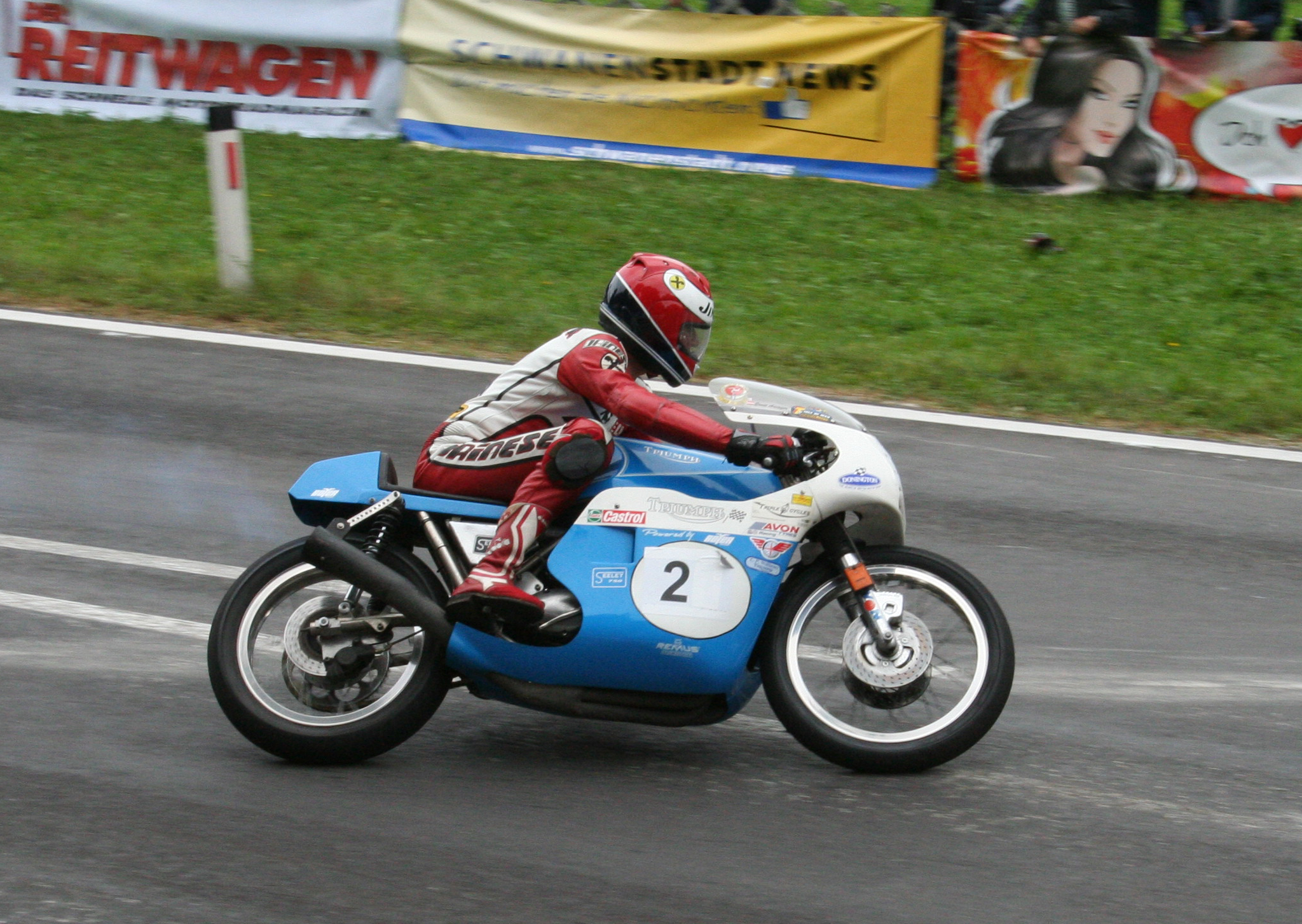
Gustl Auinger, auf einer Seeley-Triumph, Baujahr 1969 (750 cm³, 80 PS), beim Oldtimer Grand Prix 2016 in Schwanenstadt

## Nach der Karriere
Auinger ist seit der Gründung des Red Bull MotoGP Rookies Cup im Jahr 2007 als Riding Coach in der Nachwuchsserie aktiv.
Seit 2016 moderiert er Übertragungen der Motorrad-Weltmeisterschaft für Servus TV abseits der Strecke, auch in der Superbike-Weltmeisterschaft ist er während der Rennen an der Seite von Philipp Krummholz zu hören, teilt sich allerdings beide Jobs mit Stefan Bradl und Stefan Nebel.

## Statistik

### Erfolge
- Österreichischer 125-cm³-Meister: 1979, 1980, 1981, 1982, 1983, 1984

### In der Motorrad-WM
| Saison | Klasse  | Motorrad      | Rennen | Siege | Podien | Punkte | Ergebnis |
| ------ | ------- | ------------- | ------ | ----- | ------ | ------ | -------- |
| 1978   | 125 cm³ | Morbidelli    | 2      | –     | –      | 14     | 15.      |
| 1979   | 125 cm³ | Morbidelli    | 6      | –     | –      | 25     | 14.      |
| 1980   | 125 cm³ | MBA           | 2      | –     | –      | 9      | 15.      |
| 1981   | 125 cm³ | MBA           | 5      | –     | –      | 14     | 14.      |
| 1982   | 125 cm³ | MBA           | 7      | –     | 3      | 55     | 6.       |
| 1983   | 125 cm³ | MBA           | 10     | –     | 1      | 30     | 10.      |
| 1984   | 125 cm³ | Monnet-Bartol | 8      | –     | 2      | 41     | 5.       |
| 1984   | 250 cm³ | Bartol        | 1      | –     | –      | –      | –        |
| 1985   | 125 cm³ | Monnet-Bartol | 8      | 3     | 4      | 78     | 3.       |
| 1985   | 250 cm³ | EBB           | 10     | –     | –      | 3      | 27.      |
| 1986   | 125 cm³ | Bartol        | 11     | 2     | 5      | 60     | 4.       |
| 1987   | 125 cm³ | MBA           | 8      | –     | 3      | 54     | 5.       |
| 1988   | 250 cm³ | Aprilia       | 15     | –     | –      | 31     | 16.      |
| 1989   | 250 cm³ | Yamaha        | 14     | –     | –      | 1      | 41.      |
| Gesamt | Gesamt  | Gesamt        | 107    | 5     | 18     | 415    |          |

## Verweise